# Elia Abu Madi
Elia Abu Madi (también conocido como Elia Dahir Abu Madey,  (en árabe: إيليا أبو ماضي‎) fue un escritor y poeta árabe libanés (15 de mayo de 1890 – 23 de noviembre de  1957). Considerado uno de los  más importantes poetas de la diáspora (شعراء المهجر) de principios del siglo XX, y uno de los fundadores de la asociación Rabita al-Qalamiyya (liga literaria). 

## Vida
Abu Dahir Abu Madi (إيليا ضاهر أبو ماضي) nació en la aldea de Mhaydseh, del distrito Matn (norte de Líbano), ahora parte de Bikfaya, el 15 de mayo de 1890, en una familia humilde, Cristiana Greco-Ortodoxa libanesa.   
Su padre era Dahir Abu Madi (ضاهر أبو ماضي), trabajaba en el campo, en la sericultura y cultivo de bayas. Elia tenía cinco hermanos: Murad, Matri, Tanius, Ibrahim y Auyní.   
En su aldea solo podía cursar estudios primarios básicos y estuvo en una escuela en junto a una iglesia. En 1900, debido a la precariedad económica de la familia, tuvo que dejar los estudios y se trasladó a Alejandría a la edad de 11 años, en busca de trabajo. Trabajó allí  vendiendo tabaco de día, en la tienda de su tío, mientras que de noche leía libros y aprendía gramática y lengua. Dijo a ese respecto "En Alejandría, vendía tabaco, durante el día, en la tienda de mi tío y de noche estudiaba gramática, unas veces por mi mismo, y otras en la escuela".  
En Estados Unidos se casó con Dóroty Diab, y tuvo tres hijos: Ritchard, Eduard y Robert (Bob).  

## Carrera
Abu Madi Acostumbraba a publicar sus versos en varias revistas libanesas que se publicaban en Egipto. En Alejandría conoció al escritor y periodista beirutí-egipcio Antón Jamil (أنطون الجميل), que había fundado, junto con el abogado y poeta libanés Amine Takieddine (أمين تقي الدين) la revista "Las flores" (الزهور). Antón Jamil, quedó asombrado enormemente por su inteligencia y le invitó a escribir en la revista, en la que publicó su primer poema. Después siguió publicando en ella sus trabajos; hasta que reunió sus primeros versos en una colección que llamó Recuerdo del pasado (تذكار الماضي) que se editó en 1911 en una imprenta egipcia, teniendo Abu Madi por entonces 22 años.
Abu Madi orientó su poesía hacia la temas nacionales y políticos. No pudo evitar la persecución por las autoridades otomanas, por lo que, en 1912, se vio obligado a emigrar a los Estados Unidos junto con un grupo de escritores de su generación, a los que se llamaría Poetas de la diáspora (شعراء المهجر) o escritores de la diáspora (أدباء اش مهجى ). 
Se estableció en Cincinnati. Allí vivió cuatro años, trabajando en el comercio con su hermano mayor, Murad. 
En un principio su estilo se basaba en una composición tradicional (القصيدة العمودية) y temas que ya había tratado antes, pero cambió rotundamente su estilo tras su migración a Estados Unidos. 
En 1916 se trasladó a la ciudad de Nueva York y se estableció en Brooklyn. Allí comenzó su carrera de periodista, conoció y trabajó con un número de poetas árabes-americanos. Fue editor jefe de La Revista árabe (المجلة العربية). Después la dejó para participar en la edición de la revista La Muchacha (الفتاة) que editaba Shaki Al-Bakhash (شكري البخاش). Tras casarse con Doroty, hija de Najeeb Diab (نجيب دياب), propietario y editor de la revista en árabe Espejo de Occidente (مرآة الغرب), se convirtió en el editor jefe de esa publicación en 1918 hasta 1928.  En 1920, colaboró en la fundación de la revista Rabita al-Qalamiyya (liga literaria), junto con Kahlil Gibran y Mijail Nuáima y Nasib Arida, que también incluía a otros escritores del exilio libanés y sirio.
Los miembros de la Liga Literaria, editaron la Revista de las Artes (مجلة الفنون)  de Nasib Arida (نسيب عريضة) y la revista El Turista (مجلة السائح) de Abd Al-Masih Hadad. En abril de 1929, en Brooklyn, Abu Madi editó su propia revista,  Al-Samir  (السمير), considerada la fuente principal de la literatura de Abu Madi y una de las principales de la lietratura árabe de la diáspora. En ella publicaron la mayoría de los escritores de la diáspora, sus creaciones literarias, poéticas y prosa. Esta comenzó mensualmente pero tras unos pocos años apareció de forma diaria. La revista continuó su edición hasta la muerte del poeta en 1957. Esta revista influyó enormemente en su mentalidad. A la muerte de Khalil Gibran, la Liga literaria, se disolvió. Gibran era el directór jefe de la revista.
| الطلاسم جئت لا أعلم من أين ولكني أتيت ولقد أبصرت قدّامي طريقاً فمشيت وسأبقى سائراً إن شئت هذا أم أبيت كيف جئت؟....كيف أبصرت طريقي؟ لست أدري أجديدٌ أم قديمٌ أنا في هذا الوجود؟ هل أنا حرٌ طليقٌ أم أسيرٌ في قيود؟ هل أنا قائد نفسي في حياتي ....أم مقود؟ أتمنى أنني أدري ولكن ....لست أدري | Los Amuletos Vine. No sé de dónde, pero vine. Vi enfrente mi camino y lo anduve. Continuaré caminando lo quiera o no. ¿Cómo vine? ¿como vi mi camino? No lo sé. ¿Es mi existencia nueva o antigua? ¿Soy libre o camino encadenado? ¿Soy dueño de mi vida ... o esclavo? Quisiera saberlo pero ... No lo sé. |

Su segunda colección poética,  Diwan Iliya Abu Madi (Recopilación de Elia Abu Madi), se publicó en Nueva York en 1919. Su tercer y más importante colección, Al-Jadawil ("Las corrientes"), apareció en 1927. Sus otros libros fueron  Al-Khama'il ("Los Matorrales" o "La Floresta")(1940) y Tibr wa Turab (póstumo en 1960).
Abu Madi fue se hizo famoso por su filosofía cubierta de optimismo, amor a la vida y nostalgia de la patria. Se observa en ella que predomina la tendencia humana sobre el resto de su obra, principalmente la poesía que escribió en la liga de la diáspora, y la influencia sobre él de la escuela de Kahlil Gibran. Como indicó el historiador Hanna Al-Fakhoury, "Así, la vida en la mirada de Elia Abu Madi es una oportunidad que merece ser aprobechada por el ser humano, de disfrutar abiertamente de su belleza, lo bueno que nos ofrezca y del disfrutar lo que nos proporcione".
En 1948 visitó el Líbano tras una ausencia prolongada, por una invitación del gobierno libanés para asistir a una feria, representando a la prensa en el exilio, con el periodista Habib Masud, compañero de la revista La Liga (العصبة), editada en Brasil. Las autoridades libanesas le concedieron la Orden del Mérito Libanesa. También se celebró en Damasco otro evento para honrarle, y el presidente de la república le concedió la Orden del Mérito Civil de la República Siria.
Sus poemas son bien conocidos entre los árabes. El poeta, autor y periodista Gregory Orfalea escribió que "su poesía es conocida y memorizada en el mundo árabe, del mismo modo que lo es Robert Frost en el nuestro".

## Obras principales
Elia Abu Madi se dedicó a la literatura y al periodismo y destacó el carácter optimista de su poesía, pues predominaba sobre todo la belleza y alcanzó la fama con su colección Al-Jamail  (الخمائل) y (بر وتراب) Bar wa tarab, Al-Yadaual (الجداول) además de Recopilación de Elia Abu Madi; así como otro libros menores. También publicó varias recopilaciones de orientación filosófica y de pensamientos. Las más importantes:
- Recuerdo del pasado (تذكار الماضي): Publicada en Alejandría en 1911. Pequeña recopilación que se publicó en Egipto en 1911. La dedicó el poeta a Egipto, expresando su amor y relación con el país. Trató en ella varios temas, los más destacados: La opresión sobre el poeta y que ejerce el estado sobre sus súbditos y criticando la tiranía otomana contra su país.
- Elia Abu Madi (إيليا أبو ماضي): Publicada en Nueva York en 1918, en la imprenta "Espejo de Occidente" (مرآة الغرب). La introducción fue escrita por Khalil Jibran. Congregó en esta obra el amor, la esperanza, filosofía, temas sociales y asuntos nacionales, todo en un entorno romántico y a veces onírico,  otras rebeldía violenta y otras cantando a la belleza de la naturaleza.
- Los Arroyos (الجداول): Publicada en Nueva York en 1927, en la imprenta "Espejo de Occidente" (مرآة الغرب). La introducción fue escrita por el escritor Mijail Nuáima elogiando al poeta y a su poesía. En esta obra es una recopilación principalmente de poemas sobre sí mismo y de carácter humano, destacó su ingenio y visinoes imaginarias. Esta considerada como periodo de transición y desarrollo de la poesía de Abu Madi, de madurez respecto a los temas tratados,  equilibrándose entre construcción y significado, y cuidado de sus rimas.
- La Floresta (الخمائل): Publicada en Nueva York en 1940. Una de las recopilaciones más famosas de Abu Madi. Se publicó en la imprenta del "Espejo de Occidente". Es considerada una extensión de su temática respecto al su forma de pensar, temas tratados, meditaciones, humanismo, y ponderación de sus rimas. Aunque insiste en su llamamiento al optimismo, disfrutar más de la vida.

Poemas
Respecto a sus poemas destacan bastantes. Tuvo gran éxito: "Filosofía de la Vida", en la que dice: "Deja de quejarte y llorar... Sé bello, mira la belleza de la existencia".
- Los Amuletos (الطلاسم)
- El cielo (قصيدة المساء).
- Filosofía de la vida (قصيدة فلسفة الحياة).
- El bosque Perdido (الغابة المفقودة).
- Sonríe (ابتسم).

## Crítica intelectual
1. Ahmad, Imtyaz. «Abu Madi: A Voice of Modernity in Contemporary Arabic Poetry». Archivado desde el original el 15 de agosto de 2016. Consultado el 30 de julio de 2016.
2. Alawi, Nabil. «Arab American Poets: The Politics of Exclusion and Assimilation». Archivado desde el original el 18 de agosto de 2016. Consultado el 30 de octubre de 2021.
3. Boullata, Issa J. "Iliya Abu Madi and the Riddle of Life in His Poetry" Journal of Arabic Literature, 1986; 17: 69-81. (journal article)
4. Nijland, Cornelis. "Religious Motifs and Themes in North American Mahjar Poetry" pp. 161–81 IN: Borg, Gert (ed. and introd.); De Moor, Ed (ed.); Representations of the Divine in Arabic Poetry. Amsterdam, Netherlands: Rodopi; 2001. 239 pp. (book article)
5. Romy, Cynthia Johnson. Diwan Al-Jadawil of Iliya Abu Madi (Masterʻs thesis, University of Arizona). Retrieved from http://hdl.handle.net/10150/291551